# Gianna Paola Scaffidi
Gianna Paola Scaffidi (Firenze, 15 maggio 1954) è un'attrice italiana.

## Biografia
Attrice di teatro, cinema e televisione, è una delle protagoniste della serie televisiva Orgoglio. Nel 2004 interpreta il ruolo della madre di "Step" nel film Tre metri sopra il cielo. Sempre nel 2004 è la moglie separata del protagonista "Titta di Girolamo" nel film Le conseguenze dell'amore di Paolo Sorrentino. Nel 2005 partecipa al telefilm Provaci ancora prof!, ideato e diretto da Rossella Izzo, mentre nel 2007 fa parte del cast del serial televisivo della Rai Incantesimo 9, dove interpreta "Rebecca Mauri".

## Filmografia

### Cinema
- Blu elettrico, regia di Elfriede Gaeng (1988)
- Prima le donne e i bambini, regia di Martina D'Anna (1990)
- Il portaborse, regia di Daniele Luchetti (1991)
- Body Puzzle, regia di Lamberto Bava (1992)
- Alibi perfetto, regia di Aldo Lado (1992)
- Anche i commercialisti hanno un'anima, regia di Maurizio Ponzi (1993)
- Bugie rosse, regia di Pierfrancesco Campanella (1993)
- I mitici - Colpo gobbo a Milano, regia di Carlo Vanzina (1994)
- Classe mista 3ª A, regia di Federico Moccia (1996)
- La balena azzurra, regia di Alessandro Cavalletti (1996)
- Un affare trasversale, regia di Dante Marraccini (1998)
- Cattive inclinazioni, regia di Pierfrancesco Campanella (2003)
- Tre metri sopra il cielo, regia di Luca Lucini (2004)
- Le conseguenze dell'amore, regia di Paolo Sorrentino (2004)
- Natale a Miami, regia di Neri Parenti (2005)
- Il gioiellino, regia di Andrea Molaioli (2010)
- Il mistero di Laura, regia di Giovanni Galletta (2012)
- Teresa Manganiello - Sui passi dell'amore, regia di Pino Tordiglione (2012)
- Stai lontana da me, regia di Alessio Maria Federici (2013)
- Tutte lo vogliono, regia di Alessio Maria Federici (2015)
- Un nuovo giorno, regia di Stefano Calvagna (2016)
- Fuori c'è un mondo, regia di Giovanni Galletta (2017)

### Televisione
- Il grande fuoco, regia di Fabrizio Costa – miniserie TV (1995)
- Incantesimo 2 – serial TV (1999-2000)
- Un posto al sole – soap opera (2001)
- Distretto di Polizia – serie TV, episodi 3x10-7x12-8x03 (2002; 2007; 2008)
- Un medico in famiglia – serie TV (2003)
- Orgoglio – serie TV (2004-2006)
- Provaci ancora prof! – serie TV (2005)
- Il giudice Mastrangelo 2 – serie TV (2007)
- Senza via d'uscita - Un amore spezzato, regia di Giorgio Serafini – film TV (2007)
- Incantesimo 9 – serial TV (2007)
- Boris – serie TV (2007)
- Una sera d'ottobre, regia di Vittorio Sindoni – film TV (2009)
- Don Matteo – serie TV (2009)
- Il restauratore – serie TV (2012)
- Mia and Me – serie TV (2015)
- Le indagini di Lolita Lobosco – serie TV, episodio 1x02 (2021)

## Teatro
- La casa della nonna, regia di Nino Romeo (2013)